# Dömitzow
Dömitzow ist ein Ortsteil der Gemeinde Sundhagen im Landkreis Vorpommern-Rügen.

Dömitzow zwischen 1880 und 1920

## Geografie und Verkehr
Dömitzow liegt 17 Kilometer östlich der Stadt Grimmen, 13 Kilometer nordwestlich von Greifswald und 17 Kilometer südöstlich von Stralsund. Östlich des Ortes verläuft die ehemalige Bundesstraße 96, die jetzige Bundesstraße 105. Westlich verläuft seit 1863 die Bahnstrecke Greifswald–Stralsund.

## Geschichte
1346 wurde Dömitzow als „Demzow“ erstmals urkundlich bei der Schenkung einer Hebung aus dem Ort durch die Gebrüder Slavestorp an das Heilig-Geist-Hospital in Greifswald. Diese verkaufen 1376 alle ihre Anteile an Dömitzow, Stahlbrode, Reinberg und Oberhinrichshagen an die Stadt Greifswald und das dortige Spital zum Heiligen Geist. 1384 gab Herzog Wartislaw VI. die ihm zustehende Bede aus Dömitzow ebenfalls an Greifswald und sein Spital und bestätigte außerdem den Besitz der Stadt und des Spitals an dem Dorf. Wie bei den anderen Orten im Gemeindegebiet Sundhagen bestätigte Herzog Wartislaw IX. 1418 die Besitzungen der Stadt Greifswald und des dortigen Spitals zum Heiligen Geist in Dömitzow.
1632 hatte der Ort 4 Ganz- und 2 Halbbauern, dies wurde aber bis zur Visitation von 1670 in 6 Vollbauernstellen gewandelt. 1718 waren es dann nur noch 4, aber 1765 wieder 5 Bauernstellen. Die hinzu gekommene Stelle fiel aber 1774 wieder weg.
1727 betrug die Pacht je Hof 20 Thaler für die Stadt und 5 Thaler für das Hospital. Bis 1801 wurde die Pacht auf 70 Thaler erhöht, dabei gingen 2/3 an die Stadt und 1/3 an das Hospital.
1834 erfolgte mit einer Vermessung des Areals eine Separation der Feldmark. 3 Höfe befanden sich sternförmig direkt am Ortsrand, der 4. Hof wurde 500 Meter westlich eingerichtet. Alle hatten ihre Felder und Nutzflächen zusammenliegend direkt an ihren Höfen zugeteilt bekommen. 1852 wurde 2 Kilometer nordwestlich des Ortskernes der 5. Hof angelegt.
Die bis 1852 besetzten Höfe hatten folgende Besitzer:
- Hof I Luchterhand, Joachim – 425 Morgen
- Hof II Luchterhand, Jakob – 411 Morgen
- Hof III Martens, Christian – 507 Morgen
- Hof IV Möller, Heinrich – 536 Morgen

1866 bestanden im Dorf 5 Wohnhäuser, 20 Wirtschaftsgebäude und 5 Katen mit angeschlossenen Stallungen. Diese Struktur blieb bis nach 1920 laut Messtischblatt erhalten, erst nach 1945 änderte sich diese mit der Enteignung der Landgüter von Stadt und Hospital in Volkseigentum. Nach der Wiedervereinigung wurden die Vermögensansprüche durch Rückübertragung des Grundeigentums in das Eigentum der Peter-Warschow-Sammelstiftung zurückgeführt, der das Heilig-Geist-Hospital seit 1956 angehört. Inzwischen sind der abgelegene Hof V und der 500 Meter entfernte Hof IV abgetragen und wüst.
1871 hatte Dömitzow folgende amtliche Statistik: 10 Wohngebäude, in denen 15 Haushaltungen vorhanden waren. Der Ort hatte 106 Einwohner, 1867 waren es noch 128. Alle hatten die evangelische Konfession.
Die Höfe II und III wurden mit den LPG-Bauten überbaut und das Gelände ist noch weiter in Nutzung. Hof I ist noch in Resten vorhanden. Die Katen im Dorfkern sind in modernisierter Form vorhanden.
Dömitzow gehörte zur Gemeinde Reinberg. Diese schloss sich am 7. Juni 2009 mit den Gemeinden Behnkendorf, Brandshagen, Horst, Kirchdorf, Miltzow und Wilmshagen zur neuen Gemeinde Sundhagen zusammen.

## Sehenswürdigkeiten
- Überreste der alten Dorfstruktur

→ Siehe auch Liste der Baudenkmale in Sundhagen